# ازدواج صوری

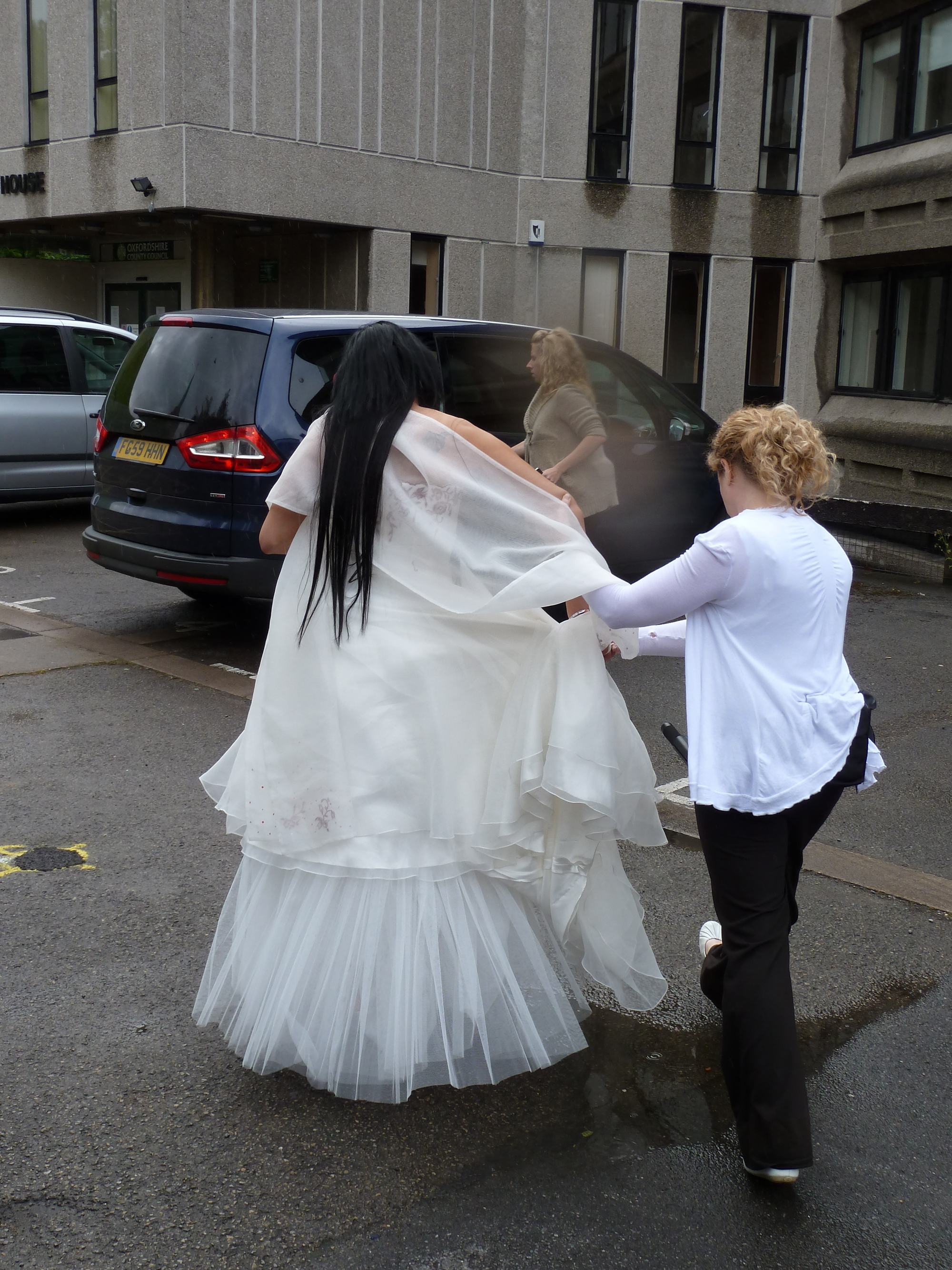
افسران مرزبانی بریتانیا در جلوگیری از ازدواج صوری یک عروس نما! را دستگیر کرده‌اند.

گاثری مک‌کلینتیک و کاترین کورنل که طبق گزارش‌ها ازدواج صوری داشته‌اند.

ازدواج صوری ازدواجی دروغین که برای فرار از قانون یا گرفتن ویزا انجام می‌شود. ازدواج صوری معمولاً به یکی از دو شکل زیر است:
1. فرد علاقه‌مند به مهاجرت به کشور مقصد، با پرداخت پول یا سایر روش‌ها یک مقیم یا تبعه آن کشور را متقاعد به ازدواج می‌کند.
2. فرد علاقه‌مند به مهاجرت به کشور مقصد، نه به خاطر عشق و علاقه بلکه صرفاً برای رسیدن به آن کشور به خواستگاری که مقیم یا تبعه آن کشور است، پاسخ مثبت می‌دهد.[۱]